# Ein untadeliger Mann
Ein untadeliger Mann (Originaltitel: Old Filth) ist ein Roman der britischen Schriftstellerin Jane Gardam. Er wurde erstmals 2004 in Großbritannien veröffentlicht und erschien 2015 in der Übersetzung von Isabel Bogdan auf Deutsch. Während Gardam in Großbritannien eine viel gelesene Autorin ist und bislang als einzige Autorin zwei Mal mit dem Whitbread Book Award ausgezeichnet wurde, ist Ein untadeliger Mann erst ihr zweites erzählerisches Werk, das in deutscher Übersetzung erschien.
Der Roman ist Teil einer Trilogie, die die Auswirkungen des Britischen Empires auf britische Kolonialfamilien thematisiert. Die wichtigsten Protagonisten des Romans sind sogenannte Raj-Waisen: Kinder, die von ihren in den Kolonien lebenden Familien in jungen Jahren alleine nach Großbritannien zurückgeschickt werden und dort getrennt von ihren Eltern in Pflegefamilien aufwachsen. Von dem Trauma dieser Trennung sind sie alle gezeichnet. Gardam widmete den Roman diesen Raj-Waisen und ihren Kindern.
2005 war der Roman für den Orange Broadband Prize for Fiction nominiert, unterlag bei der Preisvergabe jedoch Lionel Shrivers Roman We need to talk about Kevin. 2015 wählten 82 internationale Literaturkritiker und -wissenschaftler jedoch Ein untadeliger Mann zu einem der bedeutendsten britischen Romane.

## Handlung
Der Roman schildert in Rückblenden das Leben von Edward Feathers. Eingeführt wird die Hauptfigur des Romans durch einen kurzen Dialog zu Beginn des Romans. Junge Kollegen beobachten den mittlerweile über achtzigjährigen ehemaligen Rechtsanwalt und Richter, kommentieren seine untadelige Haltung, seine elegante, aber altmodische Aufmachung als Gentleman und erinnern daran, dass er selbst seinen Spitznamen Filth prägte. Filth steht für „Failed in London Try Hongkong“ – „Gescheitert in London, versuche Hongkong“. Tatsächlich ist es der Ferne Osten, in dem Feathers seinen Ruf als Anwalt begründet und reich wird. Er heiratet Betty, die in Peking geborene Schottin, die wie er zu den Raj-Waisen zählt. Gemeinsam mit ihr ist er, kurz bevor Hongkong an China zurückgegeben wurde, nach England zurückgekehrt. Dort leben sie im komfortablen Wohlstand, umsorgt von Haushälterin und Gärtner. Als Betty beim Tulpenpflanzen tot zusammenbricht, beginnt Feathers sich mit seiner Vergangenheit auseinanderzusetzen. 

„Als Betty beim Tulpenpflanzen so plötzlich starb, am Tag nach der Fahrt nach London, wo sie ihre Testamente hatten unterschreiben wollen, hob Filths Erstaunen seine Seele aus seinem Körper hinaus, und er sah nicht nur auf Bettys zusammengesackten Leichnam hinab, sondern auch auf sich selbst, wie er dastand und jeglichen Lebensinhalts beraubt war.“

Beschleunigt wird diese Auseinandersetzung auch durch zwei Kondolenzbriefe, die Feathers daran erinnern, dass Betty einst eine Affäre mit seinem Berufsrivalen Terry Veneering hatte, und die überraschende Wendung, dass ausgerechnet dieser Mann in seine unmittelbare Nachbarschaft zieht. 
Feathers wird in den 1920er Jahren in Malaysia als Sohn britischer Eltern geboren, seine Mutter stirbt kurz nach seiner Geburt. Sein vom Trauma des Ersten Weltkriegs gezeichneter Vater, der als District Officer der Provinz Kotakinakulu dem britischen Empire dient, ist außer Stande, eine emotionale Bindung zu seinem Sohn aufzubauen. Betreut von der Tochter seiner Amme wächst Edward Feathers zwischen malayischen Kindern auf, nur seine Haut- und Haarfarbe unterscheidet ihn von diesen. Schließlich greift eine Missionarin ein und bringt den erst Vierjährigen zurück nach Großbritannien. Der Schock dieser plötzlichen Veränderung macht das Kind zum Stotterer. In Großbritannien hat er Tanten, die seine Existenz jedoch weitgehend ignorieren. Gemeinsam mit seinen zwei entfernten Cousinen Babs und Claire sowie einem weiteren Jungen wächst er bei einer Pflegefamilie in Wales auf. Diese Pflegefamilie ist nicht sorgfältig ausgewählt. Ihr niedriges Pflegegeld war das entscheidende Kriterium, dass die Wahl auf sie fiel. Was die Kinder dort erleben und was sie ein Leben lang miteinander verbindet, wird erst gegen Ende des Romans enthüllt. 
Als Achtjähriger schließlich endet das Leben bei dieser Pflegefamilie. Er kommt auf eine Privatschule und durch einen seiner Schulkameraden, Pat Ingoldby, erlebt er erstmals in seinen Ferien ein normales Familienleben. Doch der Kontakt mit dieser Familie, die für die Aufnahme des jungen Feathers von dem nach wie vor im Fernen Osten lebenden Vater Geld erhalten, endet ähnlich abrupt wie seine Kindheit in Malaysia. Der Zweite Weltkrieg bricht aus; der Bruder seines Schulkameraden fällt und wenig später fällt auch sein Freund. Auch Feathers möchte Soldat werden, noch aber ist er keine 18 Jahre alt und sein Vater beordert seinen Sohn nach Singapur, um so seine Kriegsteilnahme zu verhindern. Feathers gelingt es noch, seine Zulassung nach Oxford zu erlangen, bevor er mit einem Frachter in Richtung Singapur aufbricht. Der Frachter nähert sich Singapur zu dem Zeitpunkt, zu dem die japanische Armee Singapur erobert. Es kommt mit dem Vater, den Feathers das letzte Mal als Achtjähriger gesehen hatte, zu keiner Begegnung mehr. Der Vater stirbt in japanischer Kriegsgefangenschaft. 
Der Frachter, der zahlreiche Flüchtlinge Singapurs aufnimmt, kehrt nach Großbritannien zurück. Feathers ist zu dem Zeitpunkt, zu dem der Frachter in einem englischen Hafen einläuft, schwer krank. Er hat sich in den Tropen eine schwere Infektionskrankheit zugezogen und lange sieht es so aus, als überlebte er sie nicht. Der Zweite Weltkrieg nähert sich bereits seinem Ende, als er so weit hergestellt ist, dass er sich dem ehemaligen Regiment seines Vaters anschließen kann. Zu seiner Enttäuschung wird er jedoch zur Bewachung der Königinwitwe Queen Mary abgestellt. Georg VI. hatte darauf bestanden, dass seine Mutter aus London evakuiert wurde. Sie kam seinem Wunsch widerstrebend nach und zog zu ihrer Nichte Mary, Duchess of Beaufort, der Tochter ihres Bruders Adolphus. Queen Mary schließt ihren jungen Bewacher ins Herz – er stottert, wie ihr Sohn stotterte. Sie ist auch die treibende Kraft, die dazu führt, dass Feathers erstmals London besucht. Er nutzt diese Chance, um Isobel Ingoldby aufzusuchen, die Cousine seines Schulfreundes. Es kommt zwischen den beiden zu einer leidenschaftlichen Begegnung, bevor sich ihre beiden Lebenswege wieder trennen. Feathers beginnt schließlich sein Jurastudium in Oxford.
Das Nachkriegsengland scheint Feathers wenig Aufstiegsmöglichkeiten zu bieten. Eine Zufallsbegegnung führt ihn jedoch mit einem jungen Mann wieder zusammen, mit dem er einst gemeinsam mit dem Frachter Richtung Singapur reiste. Er ist der Anlass, dass auch Feathers in den Fernen Osten zurückkehrt und dort sein Glück macht. An seinem Lebensende kehrt Feathers dorthin zurück. Es ist ein logischer Schritt:

„Sein ganzes Leben lang hatte er chinesische Werte hochgehalten: die Höflichkeit, die plötzlichen Seitenhiebe, die unbedingte Gastfreundschaft, die Freude am Geld, die Schicklichkeit, die Wertschätzung des Essens, die Diskretion, die Cleverness.“

## Rezensionen
Der Roman Ein untadeliger Mann wurde nach seiner englischsprachigen Erstveröffentlichung einhellig begrüßt. Stevie Davis nannte ihn in seiner Rezension für den Guardian ein subtiles, psychologisch fein gezeichnetes Meisterwerk, das ihn bewegt habe wie kaum ein erzählerisches Werk der vorangegangenen Jahre. Als Beispiel für Jane Gardams Fähigkeit mit wenigen Sätzen eine Szene von emotionaler Dichte zu zeichnen nennt Davis den Moment, in dem Edward Feathers Wochen nach dem Tod seiner Ehefrau Betty auf ihren in einer Zeitung veröffentlichten Nachruf stößt. Hinter vorgehaltenen Händen bricht der einsam in dem Frühstücksraum eines Hotels sitzende Feathers in Tränen aus, während das Hotelpersonal um ihn herum das Frühstücksgeschirr abräumt. Paul Gray hebt insbesondere die erzählerisch geschickte Eingangsszene hervor, mit der Jane Gardam die Neugier des Lesers auf die Person Edward Feathers wecke, und vergleicht dieses Vorgehen mit dem Beginn von F. Scott Fitzgeralds Roman Der große Gatsby. Weniger gelungen findet er jedoch die wiederholten Hinweise auf die schrecklichen Ereignisse, die auf Feathers Kindheit bei seiner Pflegefamilie hinweisen. Gray fühlt sich an Stella Gibbons’ klassische literarische Burleske Cold Comfort Farm erinnert, in der eine Tante ständig von dem hässlichen Ereignis im Holzschuppen spreche.
Durchgehend positiv waren auch die Besprechungen in deutschsprachigen Medien, nachdem der Roman übersetzt und veröffentlicht wurde. Rainer Moritz nennt es in seiner Besprechung in der Welt ein Phänomen, dass die Schriftstellerin Jane Gardam den deutschen Lesern bisher so unbekannt sei und auch Franziska Augstein drückt in ihrer Rezension für die Süddeutsche Zeitung  ihre Verblüffung aus, dass die großartige Erzählerin Jane Gardam erst jetzt von deutschen Verlegern wirklich entdeckt werde. Nach jahrelanger schriftstellerischer Karriere habe Jane Gardam ein schriftstellerisches Können erreicht, das es ihr nicht nur ermöglicht, problemlos die Zeitebenen zu wechseln, sondern mit dieser Erzählweise auch den Leser betöre. Cornelia Geissler geht in ihrer Besprechung für die Frankfurter Rundschau so weit, den Roman in seinem Aufbau und seinem dramatischen Potential mit Ian McEwans Roman Abbitte zu vergleichen, einem unbestrittenen Meisterwerk der Literatur des 21. Jahrhunderts.
Auch Felicitas von Lovenberg staunt in ihrer Rezension für die Frankfurter Allgemeine Zeitung zunächst, dass Jane Gardam erst jetzt wirklich den deutschen Lesern präsentiert werde. Sie hebt hervor, wie viel Jane Gardam den Erinnerungen von Rudyard Kipling verdankt. Kipling war selbst einer dieser Raj-Waisen, die weit entfernt von ihrer Familie in Großbritannien aufwuchsen. Wie traumatisch eine solche Kindheit sein kann, hat Kipling in der autobiographischen Kurzgeschichte Baa Baa, Black Sheep beschrieben und Lovenberg hält fest, dass Gardam diese Geschichte als so bedrückend empfinde, dass sie einst anmerkte, sie halte es nicht aus, auch nur im selben Raum zu sein wie diese Erzählung. Lovenberg hält außerdem die zahlreichen grandiosen, ironisch gebrochenen Episoden fest, mit denen Gardam aufzeigt, wie überfordert Feathers ist, als am Ende seines Lebens seine Vergangenheit auf ihn einbricht. Besonders angetan zeigt sie sich von Isabel Bogdans Übersetzung. Es handele sich um eine richtig gute Übersetzung, die möglicherweise davon unterstützt sei, dass Bogdan es als Anglistin und Japanologin wohl gewohnt sei, zwischen kulturellen Welten zu wechseln.
Susanne Mayer zeigt sich in ihrer Rezension für Die Zeit nicht weniger angetan von dem Roman. Sie bezeichnet Jane Gardam, die 2016 ihren 88. Geburtstag feiert, als das neue „It-Girl“ der englischen Literatur. Auch sie hebt die Übersetzung Isabel Bogdans hervor. Sie sei der Gegenbeweis zu der oft bemühten These, so leicht und witzig wie die Engländer könne man im schwerfälligeren Deutsch nicht sein.

## Ausgaben
- Old Filth. 2004.
  - Ein untadeliger Mann. Übersetzung: Isabel Bogdan. Hanser, München 2015. ISBN 978-3-446-24924-0.

### Rezensionen in deutschsprachigen Medien
- Rainer Moritz: Wo ist nur das britische Empire geblieben? In: Die Welt, 17. Oktober 2015
- Franziska Augstein: Das Geheimnis der Tulpen. In: Süddeutsche Zeitung, 27. Dezember 2015
- Felicitas von Lovenberg: Wer in London scheitert, der versuche sein Glück in Hongkong. In: Frankfurter Allgemeine Zeitung, 27. August 2015
- Susanne Mayer: Tttttttttoll. In: Die Zeit, 4. Februar 2016
- Cornelia Geissler: Alter Snob auf neuen Straßen. In: Frankfurter Rundschau, 6. Dezember 2015

### Internationale Rezensionen
- Stevie Davis: Pearls beyond price. In: The Guardian, 20. November 2004
- Ruth Scurr: The comforts of a stiff upper lip. In: The Times Literary Supplement, 12. November 2004
- Paul Gray: Orphan of the Empire. In: The New York Times, 23. Juli 2006

## Einzelbelege
1. 1 2 3   Franziska Augstein: Das Geheimnis der Tulpen, Süddeutsche Zeitung, 27. Dezember 2015, aufgerufen am 6. Februar 2016
2. 1 2 3 4   Felicitas von Lovenberg: Wer in London scheitert, der versuche sein Glück in Hongkong. Frankfurter Allgemeine Zeitung, 27. August 2015, aufgerufen am 6. Februar 2016.
3. ↑  The best British novel of all times - have international critics found it? The Guardian, aufgerufen am 6. Februar 2016
4. ↑  Jane Gardam: Old Filth. S. 107, deutsche Übersetzung von Isabel Bogdan. Im Original lautet das Zitat: When Betty died suddenly, planting the tulips the day after their day in London attempting to sign their Wills, Filths's astonishment lifted his soul outside his body and he stood looking down not only at the slumped body but at his own, gazing and emptied of all its meaning now.
5. ↑  Jane Gardam: Old Filth. S. 6, deutsche Übersetzung von Isabel Bogdan. Im Original lautet das Zitat: All his life he kept a regard for Chinese values: the courtesy, the sudden thrust, the holiness of hospitality, the pleasure in money, the decorum, the importance of food, the discretion, the cleverness.
6. ↑   Stevie Davis: Pearls beyond price. The Guardian, 20. November 2004, aufgerufen am 7. Februar 2016
7. ↑   Paul Gray: Orphan of the Empire., The New York Times, 23. Juli 2006, aufgerufen am 7. Februar 2016.
8. ↑   Rainer Moritz: Wo ist nur das britische Empire geblieben? Die Welt, 17. Oktober 2015, aufgerufen am 6. Februar 2015
9. ↑  Meldung der BBC vom 15. Januar 2015, aufgerufen am 6. Februar 2016
10. ↑  Cornelia Geissler: Alter Snob auf neuen Straßen. Frankfurter Rundschau, 6. Dezember 2015, aufgerufen am 6. Februar 2016
11. 1 2   Susanne Mayer: Tttttttttoll. Zeit, 4. Februar 2016, aufgerufen am 6. Februar 2016